# Breviceps branchi
Espèce
Breviceps branchi est une espèce d'amphibiens de la famille des Brevicipitidae.

## Répartition
Cette espèce est endémique du Cap-du-Nord en Afrique du Sud. Elle se rencontre sur la côte du Namaqualand.

## Étymologie
Cette espèce est nommée en l'honneur de William Roy Branch.

## Publication originale
- Channing, 2012 : A new species of rain frog from Namaqualand, South Africa (Anura: Brevicipitidae: Breviceps). Zootaxa, no 3381, p. 62-68.